# Chlorocytus
Chlorocytus é um género de vespas pertencentes à família Pteromalidae.
As espécies deste género podem encontradas na Europa, América do Norte e Sul da África.

## Espécies
Espécies (lista incompleta):
- Chlorocytus agropyri Graham, 1965
- Chlorocytus alticornis Graham, 1984
- Chlorocytus analis (Ashmead, 1895)